# Winchester 1866
La Winchester Model 1866 est, selon les versions, une carabine ou un fusil produit à partir de 1866 par la Winchester Repeating Arms Company. 

## Histoire
Après la guerre de Sécession, Oliver Winchester prend le contrôle total de la New Haven Arms Company et la renomme Winchester Repeating Arms Company. Sur sa demande, Nelson King fait évoluer le fusil Henry pour en faire la première carabine Winchester, le modèle Winchester 1866 surnommé Yellow Boy du fait de la couleur jaune dorée de la boîte de culasse en laiton. Ce modèle utilisait des cartouches à percussion annulaire, une culasse calée par une genouillère, un magasin tubulaire et une portière de chargement efficace. 
La vente du Model 1866 aux civils débute au début de l’année 1867, mais il faut attendre 1868 pour que les ventes décollent. Utilisé par les colons partant à la conquête de l’Ouest, le Model 1866 se retrouve aussi rapidement entre les mains des Amérindiens, qui l’utilisent en quantité, par exemple à la bataille de Little Bighorn.
À l’étranger, le Model 1866 trouve d’abord preneur auprès de la République mexicaine de Benito Juárez, qui commande mille fusils et un demi-million de cartouches pour un total de 57 000 $. L’autre client étatique est l’Empire ottoman, qui, le 9 novembre 1870, commande 45 000 mousquetons et 5 000 carabines, qui infligeront des pertes majeures aux Russes pendant la guerre russo-turque de 1877-1878. En dehors de ces grosses commandes, le Model 1866 est également acheté en faibles quantités par la France et le Chili.
Au cinéma, le Model 1866 se fait remarquer dans le film Le Massacre de Fort Apache de 1948, dans lequel il se retrouve entre les mains de John Wayne et de la plupart des Amérindiens. Cette apparition marque le début de l’utilisation intensive des armes de Winchester dans les westerns, dont ils deviennent un symbole avec le Colt Single Action Army.